# نوربری
نوربری (به سوئدی: Norberg) یک منطقهٔ مسکونی در سوئد است که در بخش نوربری واقع شده‌است. نوربری ۸٫۰۹ کیلومتر مربع مساحت و ۶٬۹۶۹ نفر جمعیت دارد.